# Slottet i Belcastel

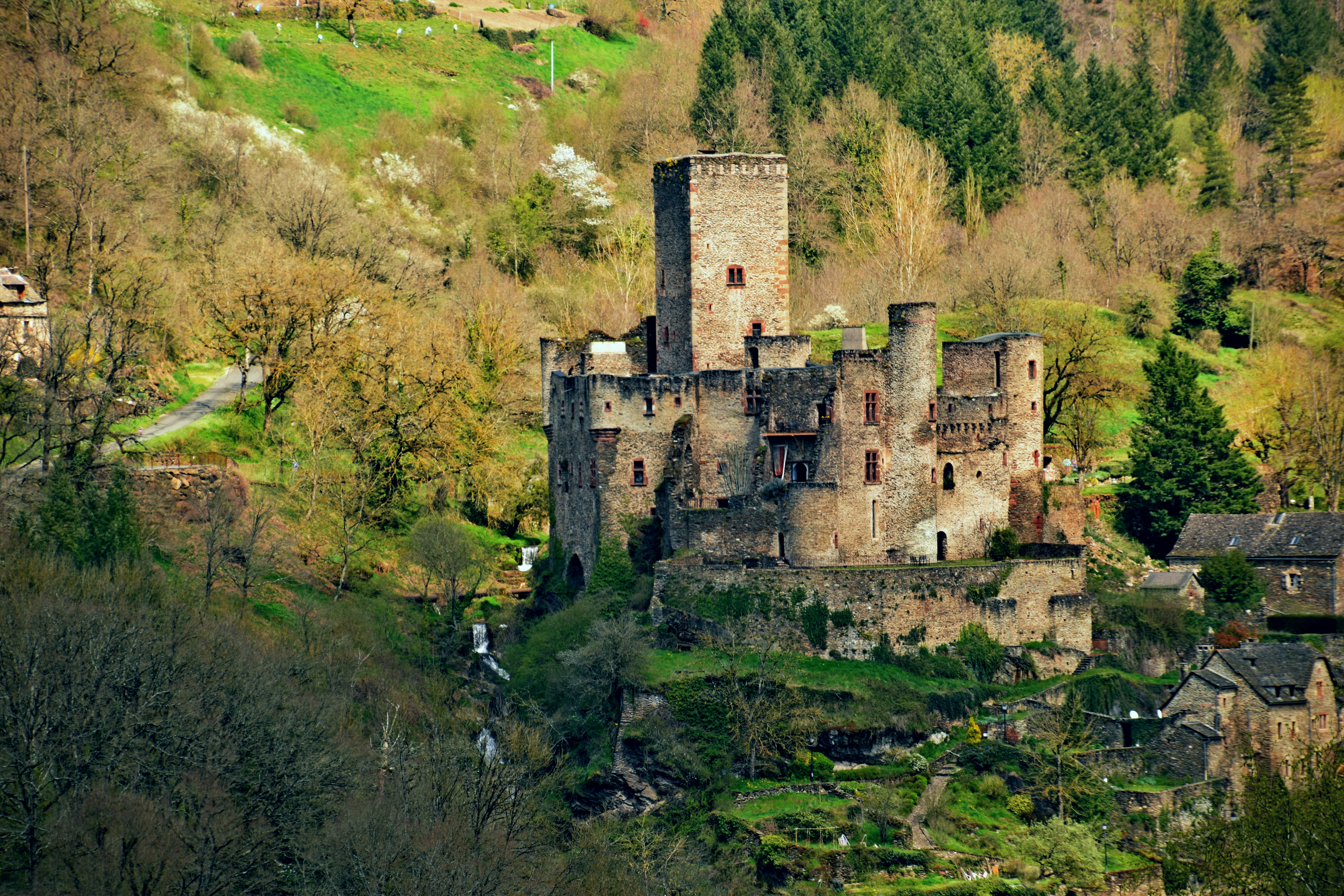
Slottet i Belcastel

Slottet i Belcastel (franska: Château de Belcastel) är ett medeltida slott på den norra sidan av floden Aveyron i kommunen Belcastel, nedströms från Rodez i det franska departementet Aveyron.
Den äldsta delen av slottet byggdes på 800-talet och växte när släkten Belcastel ägde det, men efter de religiösa korstågen under 1200-talet konfiskerade kronan slottet varefter det användes som militärfästning. Senare ägdes det under många årtionden av släkten Saunhac.
Slottet förklarades 1928 officiellt som historiskt monument av det franska kulturministeriet. Arkitekten Fernand Pouillon upptäckte ruinerna 1973 och beslutade sig för att rekonstruera slottet, som hade stått övergivet sedan 1600-talet. Han gjorde det för hand tillsammans med ett dussin algeriska stenhuggare och tio glasmålare. Arbetet tog åtta år.
Idag ägs slottet av ett amerikanskt par som bedriver både permanenta och tillfälliga konstutställningar. 